# ژرژ کلوتیه
ژرژ کلوتیه (فرانسوی: George Cloutier‎; ۱۶ ژوئیهٔ ۱۸۷۶ – ۲۰ آوریل ۱۹۴۶) بازیکن لاکراس اهل کانادا بود.